# Нор-Армавир
Нор-Армавир (арм. Նոր Արմավիր) — село в Армавирской области Армении. Основано в 1923 году.

## География
Село расположено в южной части марза, к северу от реки Аракс, к востоку от автодороги , на расстоянии 8 километров к юго-западу от города Армавир, административного центра области. Абсолютная высота — 885 метров над уровнем моря.
Климат
Климат характеризуется как семиаридный (BSk в классификации климатов Кёппена). Среднегодовая температура воздуха составляет 11,7 °C. Средняя температура самого холодного месяца (января) составляет −3,3 °С, самого жаркого месяца (июля) — 24,9 °С. Расчётная многолетняя норма атмосферных осадков — 300 мм. Наибольшее количество осадков выпадает в мае (51 мм).

## Население
| Год переписи | Население          | Население          | Население          | Население            | Население            | Население            |
| Год переписи | Наличное население | Наличное население | Наличное население | Постоянное население | Постоянное население | Постоянное население |
| Год переписи | Всего              | Мужчины            | Женщины            | Всего                | Мужчины              | Женщины              |
| ------------ | ------------------ | ------------------ | ------------------ | -------------------- | -------------------- | -------------------- |
| 2001         | 1609               | 796                | 813                | 1703                 | 861                  | 842                  |
| 2011         | 1484               | 681                | 803                | 1631                 | 810                  | 821                  |